# Hari Singh
Hari Singh (septembre 1895 - 26 avril 1961) est le dernier maharaja de l'État princier de Jammu-et-Cachemire, au sein du raj britannique. Il succède à son oncle paternel Pratap Singh le 7 septembre 1925 .
Il a étudié au Mayo College.
Après la partition des Indes, Hari Singh, dirigeant hindou d'un État dont la population est majoritairement musulmane, refuse de choisir entre l'Inde et le Pakistan. En octobre 1947, pressé par des attaques de tribus pachtounes, Hari Singh sollicite l'assistance militaire de l'Inde, qui lui est fournie en échange de l'accession de son État à l'Union indienne. Ces événements sont à l'origine de la première guerre indo-pakistanaise.